# Crkva Uznesenja BDM i župni dvor (Jalševec Nartski)
Crkva Uznesenja BDM i župni dvor nalaze se u mjestu Jalševec Nartski, općina Rugvica.

## Opis
Župna crkva Uznesenja Blažene Djevice Marije i župni dvor nalaze se u središtu naselja Jalševec Nartski, u neposrednoj blizini mjesnog groblja. Crkva je sagrađena 1779. godine; to je jednobrodna longitudinalna građevina s užim i nižim svetištem zaključenim blago zaobljenom apsidom te četverokutnim zvonikom iznad glavnoga zapadnog pročelja. Unutrašnjost je svođena češkim kupolastim svodovima i oslikana 1872. godine. U lađi su sačuvana četiri barokna oltara posvećena sv. Mariji Magdaleni, sv. Ani, Krunidbi Blažene Djevice Marije i sv. Antunu Padovanskom. U više su navrata obnavljani, a potonja dva oltara djelomično su izgubila svoj izvorni izgled. Ostali crkveni inventar (oltarne slike, krstionica i propovjedaonica) datira iz 19. stoljeća. Crkva ima povijesnu, arhitektonsku i ambijentalnu vrijednost te predstavlja značajan primjer barokne sakralne arhitekture na prostoru kontinentalne Hrvatske. Župni dvor sagrađen je u drugoj polovici 18. stoljeća; to je jednokatna građevina skladno oblikovanog volumena s dominantnim krovištem te ima ambijentalnu vrijednost. Zajedno s crkvom čini vrijednu sakralno-stambenu cjelinu rugvičkog kraja.

## Zaštita
Pod oznakom Z-6498 zavedena je kao nepokretno kulturno dobro - pojedinačno, pravna statusa zaštićena kulturnog dobra, klasificirano kao "sakralna graditeljska baština".